# Dno
|  | For det norske olieselskab, se DNO |
Dno (russisk: Дно) er en by i Pskov oblast i det nordvestlige Rusland.
Byen ligger 113 km øst for Pskov, hvor to jernbaner krydser hinanden: Pskov–Bologoje og St. Petersburg–Kyiv. Byen har et indbyggertal på 7.850 (2021) indbyggere.
Dno blev grundlagt som et jernbanecentrum i 1897, og fik bystatus i 1925. Byens økonomi er fortsat knyttet tæt sammen med jernbanerelaterede virksomheder.
Under den kolde krig var byen hjemsted for den nu nedlagte Dno flybase.

## Eksterne links
- Information om Dnovskij distrikt på Pskov oblast officielle website Arkiveret 16. januar 2008 hos  Wayback Machine (engelsk)